# 斯洛维耶夫卡站
斯洛维耶夫卡站（羅馬化：Solov'yovka）是俄羅斯薩哈林鐵路的一個車站，位於斯洛维耶夫卡村（原日治時期的大泊郡千歲村境內），以所在村莊名字命名。其前身為日治時期鐵道省樺太東線的貝塚站（日语：／ Kaizuka eki */?）。

## 歷史
- 1906年 - 為軍需輸送之目的開通開業，使用600mm軌道間距之軍用輕便鐵道行駛於本站至豐原之間(43.3km)。
- 1907年3月15日 - 樺太廳成立。移管軍用鐵道至樺太廳鐵道。
- 1910年 – 改軌為1067mm軌道間距。
- 1911年 - 豐原至榮濱間開通，屬於泊榮線之一站。
- 1941年4月1日 - 樺太鐵道國有化後路線再編，屬於樺太東線之一站。
- 1943年4月1日 – 南樺太内地化後，編入鐵道省（國有鐵道）。
- 1945年8月 - 蘇聯紅軍進攻庫頁島後，包含車站全線均被蘇聯紅軍所接收，更名为斯洛维耶夫卡站。
- 1946年4月1日 - 編入蘇聯國鐵，成為遠東鐵路局下屬路線之一（在1992年至2010年之間曾一度獨立稱為薩哈林鐵路）。

## 運行狀況
在由鐵道省經營的時代，貝塚車站每日有14個車班停靠，包括下行方向往落合與敷香各2班次，往上敷香、白浦與豐原各1班次，與上行方向往大泊的6個班次，及1個往大泊港的班次。